# CS Paraíbano
A Centro Sportivo Paraíbano, röviden CS Paraíbano vagy CSP, João Pessoa labdarúgó csapata, melyet 1996-ban hoztak létre. A brazil együttes a Paraibano állami bajnokság tagja.

## Sikerlista

### Állami
- 1-szeres Segunda Divisão bajnok: 2010

## Játékoskeret
2015-től
| # |     | Poszt | Név            |
| - | --- | ----- | -------------- |
|   | BRA | K     | Wallace        |
|   | BRA | K     | Breno          |
|   | BRA | K     | Mateus         |
|   | BRA | K     | Ferreira       |
|   | BRA | V     | Wellington     |
|   | BRA | V     | Luíz Paulo     |
|   | BRA | V     | Moisés         |
|   | BRA | V     | Rhair          |
|   | BRA | V     | Rogério Sena   |
|   | BRA | V     | Thiago Caucaia |
|   | BRA | V     | Toninho        |
|   | BRA | V     | Wandeilson     |
|   | BRA | V     | Léo Carioca    |
|   | BRA | V     | Hytalo         |
|   | BRA | V     | Big Big        |
|   | BRA | KP    | Jan            |
|   | BRA | KP    | Aragoney       |
|   | BRA | KP    | Senegal        |

| # |     | Poszt | Név            |
| - | --- | ----- | -------------- |
|   | BRA | KP    | Robertinho     |
|   | BRA | KP    | Daniel Paraíba |
|   | BRA | KP    | Peu            |
|   | BRA | KP    | Adonias        |
|   | BRA | KP    | Enercino       |
|   | BRA | KP    | Matheus Guará  |
|   | BRA | KP    | Jardson Sapé   |
|   | BRA | KP    | Lima           |
|   | BRA | CS    | Bruno          |
|   | BRA | CS    | Carioca        |
|   | BRA | CS    | Leandro        |
|   | BRA | CS    | Carlos Caaporã |
|   | BRA | CS    | Henrique       |
|   | BRA | CS    | Hélio Paraíba  |
|   | BRA | CS    | Giuseppe       |
|   | BRA | CS    | Nelsinho       |
|   | BRA | CS    | Neto Costa     |